# Анна (княгиня Київська)
Анна (*д/н —бл.1019) — велика княгиня Київська, перша дружина великого князя Київського Ярослава I Володимировича.

## Життєпис
Походження княгині достеменно невідоме, як і ім'я при народженні (Анною вона стала вже після хрещення у Новгороді). Найвірогдніше, вона була донькою або небогою фактичного правителя Норвегії Свена Гаконсона (цим пояснюється, що Свен надав Ярославові значні війська, коли той після смерті батька у 1015 році почав боротьбу за владу). Висувається й версія, що Анна була родичкою (можливо донькою) шведського короля Улофа III.
Шлюб Анни з Ярославом був нетривалим. Спочатку разом з ним увійшла до Києва, де відбулася церемонія сходження чоловіка на трон[коли?]. У 1018 році потрапила в полон при взятті Києва польським королем Болеславом І. 
Можливо, померла у Польщі, або повернулася після перемоги Ярослава у 1019 році. В будь-якому разі у 1020 році Ярослав взяв другий шлюб з Інгігердою. 
У низці досліджень Інгігерду також називають Анною. Тому, можливо, Анна та Інгігерда були однією особою (оскільки Інгігерда прийняла постриг під ім'ям Анна) або сестрами (в ті часи була поширеною традиція після смерті дружини укладати шлюб з її сестрою для підтвердження політичного союзу).

## Родина
- Ілля Ярославич, князь Новогородський у 1019—1020 роках